# Штат самотньої зірки (фільм)
«Штат самотньої зірки» (англ. Lone Star State of Mind) — американська підліткова комедія 2002 року режисера Девіда Семела.

## Сюжет
Ерл — автомеханік, який живе з матір'ю, вітчимом і зведеною сестрою Бейбі, з якою він заручений. Бейбі має намір поїхати з Техасу до Лос-Анджелеса, щоб стати актрисою. Коли двоюрідний брат Бейбі Джуніор та його нещодавно звільнений друг Тінкер грабують рознощика піци і забирають 20 000 доларів, отриманих від продажу наркотиків, Бейбі змушує Ерла наглядати за Джуніором і все виправити. Ерл мусить вирішити, що важливіше: віддати свої лос-анджелеські гроші чи врятувати Джуніора від наркоторговця.

## Акторський склад
| Актор             | Роль         |
| ----------------- | ------------ |
| Джошуа Джексон    | Ерл          |
| Джеймі Кінг       | Бейбі        |
| Меттью Девіс      | Джимбо       |
| Раян Герст        | Тінкер       |
| Ді-Джей Кволлс    | Джуніор      |
| Джон Мелленкемп   | Вейн         |
| Сем Макмюррей     | містере Сміт |
| Томас Гейден Черч | кіллер       |